# ماريا بيرغر
ماريا بيرغر (بالألمانية: Maria Berger )‏ (و. 1956  م) هي قاضية، وسياسية نمساوية، الحزب الديمقراطي الاجتماعي النمساوي.

## مناصب
تولت منصب قاضي محكمة العدل الأوروبية ‏ (منذ 7 أكتوبر 2009)
- عضو في البرلمان الأوروبي (20 يوليو 2004–10 يناير 2007)[1]
- عضو في البرلمان الأوروبي (20 يوليو 1999–19 يوليو 2004)[1]
- عضو في البرلمان الأوروبي (11 نوفمبر 1996–19 يوليو 1999)[1]
- الوزير الاتحادي للعدل [الإنجليزية]‏.

## جوائز
حصلت على جوائز منها:
- ميدالية الشرف الذهبية العظمى للخدمات المقدمة لجمهورية النمسا.

## روابط خارجية
- ماريا بيرغر على موقع مونزينجر (الألمانية)